# Лайонесс

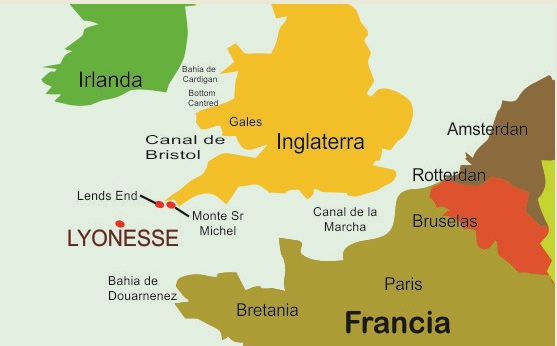
Предполагаемое расположение Лайонесса.

Лайонесс (англ. Lyonesse) — страна, упомянутая в ряде легенд о короле Артуре (иногда русские авторы пишут на французский манер: «Лионесс»). По более поздним версиям, это легендарная земля между юго-западной оконечностью полуострова Корнуолл и островами Силли в проливе Ла-Манш (графство Корнуолл, Англия), ушедшая под воду в Средние века.

## Легенды о Тристане и Изольде
Английское название «Лайонесс» является формой французского «Леонэ» или «Леонуа»: это бретонская историческая область Леон (Léonais) или же французское название области Лотиан в Шотландии (в средневековье Loönois). Французские и другие европейские авторы средневековья, плохо знакомые с географией Британии, нередко помещали Лайонесс в Корнуолл. Герой артуровских легенд Тристан считался сыном короля Лайонесса. Позднее Лайонесс в артуровских романах превращается в сказочное королевство в Корнуолле.

## Лайонесс — затонувшее королевство
Впоследствии возникла легенда, по которой Лайонесс был островной страной с мягким климатом и скрылся под водой в середине X или XI века. Предположительно, государство Лайонесс состояло из двух больших островов, с россыпью более мелких островков вокруг них. Считалось, что Лайонесс находился на западной оконечности Корнуолла (отчасти на месте нынешнего залива Маунт Бэй) и связывал острова Силли с землёй вокруг Лендс-Энда. Не исключено, что в легенде о затонувшем королевстве в Корнуолле есть доля истины. В IV в. упоминается об изгнании одного из римских мятежников на Sylina insula — остров Силина: это предполагает, что в то время архипелаг Силли был одним островом.
А. М. Кондратов писал: «Только за историческое время юго-западная оконечность Англии, полуостров Корнуолл, потеряла около 600 кубических километров суши. Вода поглотила древние оловянные копи Корнуолла… Да и во многих других местах у побережья юго-западной Англии находят остатки затопленных лесов, поселений, скелетов людей»
Согласно одному из преданий, Лаойнесс ушёл под воду в качестве Божьей кары за большую греховность его жителей. Последнее предание носит христианский оттенок. Как гласит легенда, спастись из погружающихся в воду островов удалось некому праведнику Травеллину, который стал основателем знатной династии Тревельянов. Как полагают, подтверждением тому служит изображение всадника, появляющегося из воды на гербе этого рода, датированное XI веком. В аналогичной бретонской легенде фигурирует город Кер-Ис (область Арморика, историческая провинция Бретань, Франция), спасшиеся король Градлон и его советник Гвеноле.

## Короли Лионессе
- Фелек ап Мерион (490—525)
- Мелиодас ап Фелек (525—560)